# Референдуми в България
В България са проведени следните референдуми:
- Референдум за съдене на виновниците за националните катастрофи (1922)
- Референдум за преминаване от монархия към република (1946)
- Референдум за приемане на нова конституция (1971)
- Референдум за изграждане на нова ядрена електроцентрала (2013)
- Референдум за дистанционното гласуване (2015)
- Референдум за промяна на избирателната система (2016)